# Clan Maxwell
Il Clan Maxwell era un potente clan della zona dei Confini, il nome deriva dalla famiglia che lo ha originato e che negli anni sono stati parte del Consiglio della Reggenza (1536), Reggenti di Arran, Conti di Morton, Conti di Nithsdale e Lord Herries di Terregles.

## Le origini
Il nome Maxwell deriva da Maccusswell o Maxwell uno stagno presso Kelso in quella che era l'antica baronia di Holydean. Il nome in sé viene spesso attribuito a Maccus un signore normanno figlio di Undweyn che chiamò, appunto, Maccuswell uno stagno del Tweed nei pressi del ponte costruito a Kelso. Uno dei discendenti di Maccus, John Maxwell divenne Ciambellano di Scozia prima di morire nel 1241 e di essere succeduto dal fratello Aylmer. Da lui discendono diversi rami della famiglia che si sono estesi in tutto il sud-ovest della Scozia.
Altre varianti del nome sono: Mackeswal, Makiswel, Makiswell, Makkiswell, Miskill, Maxwaile, Maxwale, Maxweel, Maxwell, Maxuel, Maxvall, Maxvile e Mescall.

## La storia
Sir Herbert Maxwell vinse grande fama nel difendere il Castello di Caerlaverock nel 1300 contro le forze di Edoardo I d'Inghilterra, durante le Guerre di indipendenza scozzesi il clan supportò Robert Bruce e combatté al suo fianco durante la Battaglia di Bannockburn del 1314 sotto il loro capo Eustace Maxwell. Il suo successore Herbert venne creato Cavaliere da Giacomo I di Scozia per i servizi resi alla corona, ed un altro suo omonimo venne ammesso al Parlamento scozzese prima del 1445.
Un membro della famiglia, John Maxwell, IV Signore Maxwell (morto il 9 settembre 1513) morì nella Battaglia di Flodden Field combattendo contro gli inglesi nelle Guerre anglo-scozzesi, suo figlio Robert Maxwell, V Lord Maxwell collaborò segretamente con Enrico VIII d'Inghilterra nonostante Giacomo V di Scozia lo avesse nominato Guardiano delle Marche, membro dell'Extraordinary Lord of Session e Reggente di Arran, Robert venne poi catturato dagli inglesi nello stesso anno dopo la Battaglia di Solway Moss.
Quello fu anche il tempo in cui fiorirono i Border Reivers, in quegli anni infatti il popolo aveva un attaccamento maggiore al proprio clan di riferimento che al paese o alla corona e la legge dei Signori delle Marche era l'unica che contasse. Il Clan Maxwell era la più grande famiglia di Border Reivers delle Marche del sud-ovest tanto che si dice che i Maxwell contando su tutti i loro alleati potessero arrivare a mettere insieme anche 300 uomini per difendersi dagli attacchi di eventuali nemici.
Quando al trono salì Maria Stuarda i Maxwell combatterono al suo fianco nella Battaglia di Langside del 13 maggio 1568 perdendo contro l'esercito di Giacomo Stewart (conte di Moray).
John Maxwell, VIII Lord Maxwell (24 aprile 1553-7 dicembre 1593) era nipote per parte di madre di James Douglas, III conte di Morton (morto nel 1548) e quando suo zio James Douglas, IV conte di Morton venne fatto giustiziare nel 1581 per volere di Giacomo I d'Inghilterra il contado venne concesso ai Maxwell, se non che, nel 1586 il titolo venne restituito ad Archibald Douglas, VIII conte di Angus, (1555-1588), erede del defunto James Douglas.
Sempre in quegli anni vi fu una lunga lotta fra i Maxwell ed il Clan Johnstone, le ostilità raggiunsero l'apice il 7 dicembre 1593 alla battaglia di Dryfe Sands, presso Lockerbie. I Maxwell si erano avvicinati con il loro esercito a Lockerbie che era una città sotto il dominio dei Johnstone che, dal canto loro, avevano badato a tenere nascosti i propri uomini, mandandone fuori solo un manipolo a cavallo per insultare e provocare i Maxwell. Al momento giusto i Johnstone attaccarono sorprendendo gli avversari mentre tentavano di guadare l'Annan, i Maxwell furono costretti alla fuga e molti di loro vennero uccisi e il capoclan venne massacrato dai Johnstone, James Johnstone riuscì a evitare l'ira del re, ma non quella di John Maxwell, IX Lord Maxwell (1583 circa-21 maggio 1613) che lo uccise nel 1608. John Maxwell ebbe una disputa anche con il potente Clan Douglas circa il contado di Morton che egli reclamava come propria eredità, il risultato di tale lite fu che egli venne imprigionato nel Castello di Edimburgo nel 1607. Dopo un anno scappò, uccise John Johnstone e scappò in Francia, venne quindi accusato di tradimento e condannato a morte, quando egli tornò nel 1612 venne arrestato e giustiziato l'anno seguente.
Nel 1618 suo fratello Robert si vide restituire i titoli e le proprietà di famiglia e nel 1620 venne creato Conte di Nithsdale e saggiamente lasciò da parte ogni reclamo circa il contado di Morton. Sia lui che il figlio, un altro Robert, combatterono con James Graham, I marchese di Montrose per Carlo I d'Inghilterra nelle Guerre dei tre regni. Suo figlio Robert morì senza eredi ed il titolo andò a un cugino, John Maxwell che divenne III conte di Nithsdale.
Uno dei nipoti di John, William Maxwell, V conte di Nithsdale era un Cattolico romano come lui e per questo aderì alla causa degli esiliati Stuart, sempre per questo divenne un giacobita e venne preso prigioniero nella Battaglia di Preston (1715). Portato alla Torre di Londra venne condannato a morte, grazie all'aiuto della moglie riuscì a scappare travestito da domestica: scappò con la consorte a Roma, dove morì nel 1744.

## I castelli
I castelli che sono stati di proprietà della famiglia sono:
- il Castello di Caerlaverock che ne era la sede principale
- il Castello di Threave che appartenne alla famiglia dal 1526 al 1640
- il Castello di Maxwell costruito nel 1545 e distrutto dagli inglesi nel 1570
- il castello di Newark costruito nel XV secolo
- il castello di Haggs rimasto di proprietà della famiglia dal 1585 al 1972
- Pollock House